# Serializm

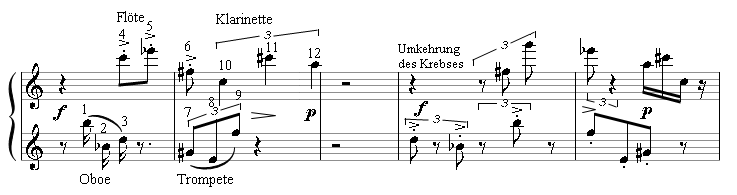
Fragment serialistycznej partytury dzieła Antona Weberna

Serializm – technika kompozytorska w muzyce współczesnej zakładająca uporządkowanie elementów dzieła muzycznego za pomocą tzw. serii. Serializm powstał w latach 50. XX wieku i wywodzi się bezpośrednio z techniki dwunastodźwiękowej (tzw. dodekafonia serialna powstała w latach 20.). Krytyka serializmu oraz wyczerpanie się jego możliwości w zakresie organizacji materiału dźwiękowego doprowadziło do powstania aleatoryzmu pod koniec lat 50. oraz rozkładu samej techniki serialnej w latach 1955–1968.
Serializm rozszerzył pojęcia charakterystyczne dla poprzednich epok muzycznych takie jak heterofonia, polifonia czy monodia, a jego rozwój rozszerzył pojęcie punktualizmu, którym zaczęto określać utwory poliserialne. Uporządkowanie brzmienia za pomocą serii oraz wykorzystywanie serii w muzyce elektronicznej skutkowało rozwojem sonoryzmu. W latach 60. amerykański saksofonista Ornette Coleman połączył jazz z muzyką postserialną (tzw. Klangkomposition), tworząc free jazz. Techniką serialną posługiwano się przez długi czas w sposób umiarkowany i współżyła ona z innymi prądami muzyki współczesnej.

## Historia
Serią nazywano pierwotnie dowolnie wybraną, lecz określoną dla danego przypadku kolejność wszystkich dwunastu tonów w stroju równomiernie temperowanym. Uczniowie Arnolda Schönberga, twórcy dodekafonii, tzn. Alban Berg i Anton Webern starali się rozszerzyć technikę serialną na inne elementy muzyki. Stosowanie w jednym utworze kilku porządków serialnych (prócz dodekafonicznej serii wysokościowej) powodowało zaburzenie wyrazistości formy muzycznej, co skutkowało czasami niemożnością rozpoznania serii interwałowej.
Pierwszą kompozycją, w której za pomocą serii uporządkowano wartości rytmiczne była „Three Compositions for Piano” z 1947 skomponowana przez Miltona Babbitta, który oparł ilość ataków dźwięku oraz czas ich trwania na serii liczb 5, 1, 4, 2. Punktem zwrotnym w rozwoju muzyki serialnej była prapremiera „Mode de valeurs et d’intensites” autorstwa Oliviera Messiaena podczas Międzynarodowych Letnich Kursach Nowej Muzyki w Darmstadcie w 1949. Messiaen stworzył w swojej etiudzie serię 36 dźwięków, 24 wartości rytmiczne, 13 sposobów artykulacyjnych i 7 poziomów dynamicznych, których podstawą były dwa dwunastostopniowe szeregi: wysokościowy i rytmiczny. Szereg wysokościowy kompozytor podzielił na rejestr niski, średni oraz wysoki, rytmiczny zaś na wartości od jednej do dwunastu trzydziestodwójek, od jednej do dwunastu szesnastek oraz od jednej do dwunastu ósemek.
Nowe zasady komponowania próbowało uzasadniać terminami z zakresu matematyki, takimi jak grupa, klasa, czy punkt, co spotkało się z krytyką naukowców reprezentujących ścisłe dziedziny wiedzy (jedynie muzyka stochastyczna opierała się na naukowych podstawach rachunku prawdopodobieństwa).
W 1955 ukazał się artykuł Iannisa Xenakisa pt. „La crise de la musique serielle”, którego autor ogłosił koniec muzyki serialnej. W 1958 John Cage podczas Letnich Kursów Muzyki zaprezentował aleatoryzm jako alternatywę dla serializmu. Zdaniem Józefa Michała Chomińskiego „z poliserialnością stało się to samo, co z polifonią. Powiększanie liczby głosów osłabia, a nawet likwiduje ich samodzielność. Podobnie powiększanie liczby serii obróciło się przeciwko porządkowi serialnemu jako czynnikowi regulującemu”.